# 石川登志夫
石川 登志夫（いしかわ としお、1911年（明治44年） - 1993年（平成5年）1月7日）は、フランス文学者、翻訳家。本名は石川俊男。

## 略歴
1911年（明治44年）、東京都に生まれる。1934年（昭和9年）に法政大学仏文科を卒業する。
横浜国立大学助教授を経て、神奈川県立外語短期大学教授に就任する。
1993年（平成5年）1月7日に死去、81歳。

## 翻訳
- シャルル九世年代記 プロスペル・メリメ 石川剛共訳 全集「第1巻」河出書房 1938／岩波文庫 1952、復刊1988ほか
- チュルヂス伯爵夫人 プロスペル・メリメ 石川剛共訳 酣燈社 1947
- 悲恋 ミュッセ 酣燈社 1948
- 鉄仮面 上巻 デュマ・ペール 酣燈社 1949
- 三人の恋人たち バルザック 三笠書房 1951 (世界文学選書)
- ヴァイオリンは語る ジャック・ティボー、ジヤン・ピエール・ドリアン編 西条卓夫共訳 新潮社 1953 (一時間文庫)。新版・創栄出版 2008
- 鉄仮面 デューマ・ペール 角川文庫 (上下) 1954-1956、改題改版「仮面の男」角川文庫 1998
- 青い麦 コレット 角川文庫 1954、のち旺文社文庫
- 椿姫 デュマ・フィス 旺文社文庫 1966
- 民間説話論 ジェデオン・ユエ 関敬吾監修 同朋舎出版 1981

| スタブアイコン | サブスタブ | この項目は、まだ閲覧者の調べものの参照としては役立たない、文人（小説家・詩人・歌人・俳人・作詞家・作家・放送作家・随筆家（コラムニスト）・文芸評論家）に関連した書きかけの項目です。この項目を加筆・訂正などしてくださる協力者を求めています（P:文学/PJ:作家）。 |